# Маріан Аргир
Маріан Аргир (дав.-гр. Μαριανός Ἀργυρός, д/н — 16 серпня 963) — державний та військовий діяч Візантійської імперії.

## Життєпис
Походив зі знатного роду Аргирів. Старший син Льва Аргира, магістра та військовика. Розпочав службу під орудою батька. У 919 році разом з іншими членами родини підтримав прихід Романа Лакапіна до влади, який став старшим імператором. Маріан Аргир входив до почту Стефана Лакапіна, співімператора свого батька.
Втім у 944 році виступив проти Стефана та Костянтина Лакапінів, які влаштували заколот проти Романа I Лакапіна. Внаслідок цього разом з останнім Маріана Аргира змушено було прийняти схимну, ставши ченцем. Але того ж року підтримав імператора Костянтина VII та рід Фок, які повалили владу Стефана і Костянтина Лакапінів. В нагороду імператор дозволив Аргиру повернутися до світського життя, надано титул патрикія та посаду протостратора (на кшталт конюшого).
У 955 році доручено війська фем Македонія та Фракія у поході до Південної Італії. Доволі швидко він приборкав повсталих феодалів, відновивши владу імператора. 956 року Маріана Аргира призначено стратегом фем Лангобардія та Калабрія. Клопотав перед імператор щодо надання привілеїв для монастиря Монте-Кассіно. Але невдовзі візантійський флот зазнав декілька поразок в Мессінській протоці, після чого араби стали плюндрувати узбережжя Калабрії. Маріан Аргир став вести перемовини з фатімідським намісником Сицилії, з яким уклав перемир'я. Проте воно не протрималося довго. На допомогу Аргиру Костянтин VII відправив флот, який зумів змінити ситуацію біля Калабрії, де Аргир мало що зміг протиставити арабам.
У 958 році Маріан Аргир очолив посольство до фатімідського халіфа аль-Муїзза, з яким зумів укласти 5-річне перемир'я. У 959—961 роках під орудою Льва Фоки Молодшого брав участь у відсічі нападу угорців на кордони імперії. Ворога було відкинуто за Дунай.
У 961 році призначено моностратегом, доместіком схол та катепаном Заходу. Вправно діяв проти угорців та болгар, забезпечивши мир на кордонах імперії. У березні 963 року після смерті імператора Романа II почалася боротьба за владу. В Кейсарії повстав Никифор Фока та його небіж Іоанн Куркуас. Натомість Маріан Аргир підтримав паракемомена Йосипа Врінга, який запропонував командування над військами імперії та в майбутньому трон за номінального правління синів Романа II.
На чолі власних військ Аргир посунув на Константинополь, куди підійшов Никифор Фока. Під час вуличних боїв, що тривали декілька днів, Маріан Аргир зазнав поранення й помер 16 березня 963 року.

## Родина
- Феофан, тагмофілак і хартуларій